# The Doors: Box Set
Ne doit pas être confondu avec Box set.
 (juillet 2017).
Si vous disposez d'ouvrages ou d'articles de référence ou si vous connaissez des sites web de qualité traitant du thème abordé ici, merci de compléter l'article en donnant les références utiles à sa vérifiabilité et en les liant à la section « Notes et références ».
Albums de The Doors
Greatest Hits
(1996) The Complete Studio Recordings
(1999)
The Doors: Box Set est un box set compilation du groupe de rock américain The Doors, sorti en 1997.

## Présentation
À l'occasion du 30e anniversaire des Doors, Paul A. Rothchild et les 3 membres du groupe s'unissent pour créer « The Doors: Box Set », une compilation de morceaux inachevés, d'inédits, de démos, d'enregistrements studio, de lives et de versions différentes des originaux de certains morceaux.
Cette compilation de 4 CD se compose comme suit : 
- le disque 1 (nommé Without a Safety Net) se compose des enregistrements live de quelques morceaux des Doors, et des enregistrements studios ;
- le disque 2 (nommé Live in New York) contient le live à New York, enregistré au Madison Square Garden en 1970 ;
- le disque 3 (nommé The Future Ain't What It Used to Be) reprend une composition similaire au contenu du disque 1 ;
- et le disque 4 (nommé Band Favorites) regroupe les 5 morceaux favoris de chacun des membres restants du groupe (Robby Krieger, Ray Manzarek et John Densmore).

Cette compilation est vendue sous deux formes : une version de 2 × 2 CD (soit deux coffrets différents) et une version en 4 CD.
S'écoulant à plus d'1 million d'exemplaires aux États-Unis, elle obtient la certification platine par la RIAA en 2001.

## Liste des titres
Toutes les chansons sont écrites et composées par Jim Morrison, Robby Krieger, Ray Manzarek et John Densmore, sauf annotation.
| 1.  | Five to One (Live)                       | 7:30  |
| 2.  | Queen of the Highway (Alternate version) | 3:32  |
| 3.  | Hyacinth House (Demo version)            | 2:42  |
| 4.  | My Eyes Have Seen You (Demo version)     | 2:04  |
| 5.  | Who Scared You                           | 3:19  |
| 6.  | Black Train Song (Live) (Medley))        | 12:26 |
| 7.  | End of the Night (Demo version)          | 3:02  |
| 8.  | Whiskey, Mystics and Men                 | 2:22  |
| 9.  | I Will Never Be Untrue (Live)            | 3:58  |
| 10. | Moonlight Drive (Demo version)           | 2:32  |
| 11. | Moonlight Drive (Sunset Sound)           | 2:44  |
| 12. | Rock is Dead                             | 16:39 |
| 13. | Albinoni's Adagio in G Minor             | 4:39  |

| 1.  | Roadhouse Blues                                    | 4:19  |
| 2.  | Ship of Fools                                      | 5:20  |
| 3.  | Peace Frog                                         | 3:15  |
| 4.  | Blue Sunday                                        | 2:33  |
| 5.  | The Celebration of the Lizard                      | 17:18 |
| 6.  | Gloria                                             | 7:14  |
| 7.  | Crawling King Snake                                | 6:12  |
| 8.  | Money                                              | 2:49  |
| 9.  | Poontang Blues / Build Me a Woman / Sunday Trucker | 3:35  |
| 10. | The End                                            | 17:58 |

| 1.  | Hello to the Cities (Live)                               | 0:56  |
| 2.  | Break On Through (Live)                                  | 4:45  |
| 3.  | Rock Me (Live) (feat. Albert King, invité à la guitare)) | 6:34  |
| 4.  | Money (Live) (feat. Albert King, invité à la guitare))   | 3:00  |
| 5.  | Someday Soon (Live)                                      | 3:44  |
| 6.  | Go Insane (Demo version)                                 | 2:30  |
| 7.  | Mental Floss (Live)                                      | 3:40  |
| 8.  | Summer's Almost Gone (Demo version)                      | 2:17  |
| 9.  | Adolph Hitler (Live)                                     | 0:12  |
| 10. | Hello, I Love You (Demo version)                         | 2:30  |
| 11. | The Crystal Ship (Live)                                  | 2:55  |
| 12. | I Can't See Your Face in My Mind (Live)                  | 3:18  |
| 13. | The Soft Parade (Live)                                   | 10:07 |
| 14. | Tightrope Ride                                           | 4:19  |
| 15. | Orange County Suite                                      | 5:43  |

|     | 'Robby Krieger'                  |                            |       |
| 1.  | Light My Fire                    | The Doors (1967)           | 7:09  |
| 2.  | Peace Frog                       | Morrison Hotel (1970)      | 3:00  |
| 3.  | Wishful Sinful                   | The Soft Parade (1969)     | 2:58  |
| 4.  | Take It as It Comes              | The Doors (1967)           | 2:17  |
| 5.  | L.A. Woman                       | L.A. Woman (1971)          | 7:52  |
|     | 'Ray Manzarek'                   |                            |       |
| 6.  | I Can't See Your Face in My Mind | Strange Days (1967)        | 3:25  |
| 7.  | Land Ho!                         | Morrison Hotel (1970)      | 4:08  |
| 8.  | Yes, the River Knows             | Waiting for the Sun (1968) | 2:37  |
| 9.  | Shaman's Blues                   | The Soft Parade (1969)     | 4:50  |
| 10. | You're Lost Little Girl          | Strange Days (1967)        | 3:02  |
|     | 'John Densmore'                  |                            |       |
| 11. | Love Me Two Times                | Strange Days (1967)        | 3:18  |
| 12. | When the Music's Over            | Strange Days (1967)        | 10:59 |
| 13. | The Unknown Soldier              | Waiting for the Sun (1968) | 3:22  |
| 14. | Wild Child                       | The Soft Parade (1969)     | 2:38  |
| 15. | Riders on the Storm              | L.A. Woman (1971)          | 7:09  |

## Certification
| Région                                                                                                 | Certification | Ventes/Streams |
| --- | ------------- | -------------- |
| États-Unis (RIAA)                                                                                      | 1 × Platine   | 1 000 000^     |
| *Ventes selon la certification ^Mise en rayon selon la certification xNon précisé par la certification |               |                |